# Andrej Aleksandrovič Romanov
Il principe Andrej Aleksandrovič Romanov (San Pietroburgo, 24 gennaio 1897 – Faversham, 8 maggio 1981) era un membro della famiglia imperiale russa.

## Biografia

### Infanzia ed educazione

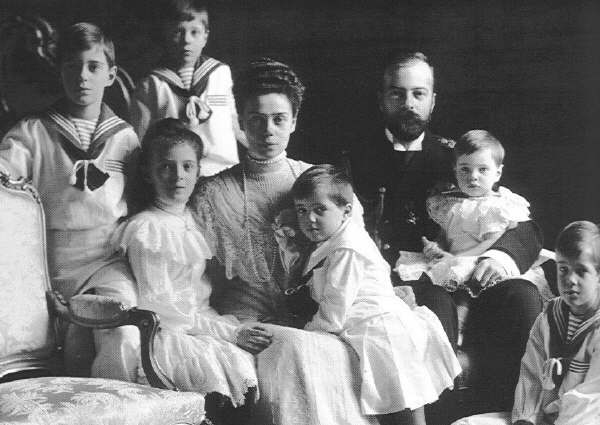
La granduchessa Xenia e il granduca Sandro con i loro figli nel 1905.

Sua madre era la granduchessa Xenia (1875-1960), figlia dello zar Alessandro III e suo padre era il granduca Sandro, cugino di primo grado del padre della moglie: Dmitrij era quindi pronipote di Nicola I di Russia per parte di padre e pro-pronipote dello stesso per parte di madre, oltre ad avere per nonno Alessandro III e per zio Nicola II, particolarmente legato alla sorella ed al cognato.
Nonostante fosse "principe di Russia" e non "granduca di Russia" (cioè non aveva né un padre, né uno zio né un nonno Imperatore regnante) alla sua nascita vennero sparati 21 salve di cannone -prescritte per la nascita di ogni granduca- invece delle 15 che il suo rango avrebbe richiesto, per insistenza della nonna, l'Imperatrice Vedova, in quanto Andreij era il suo primo nipote maschio.
Passò la prima giovinezza tra il sud della Francia, luogo di vacanza molto amato dalla nobiltà internazionale, e i palazzi imperiali russi. 

### Carriera militare
Il principe Andrej si unì alla marina russa e servì sotto il padre. Più tardi divenne tenente delle guardie, il cui colonnello in capo era suo zio, l'imperatore Nicola II. Poco prima della rivoluzione russa, era l'unico membro della sua famiglia che accompagnò l'imperatrice Alessandra e le sue quattro figlie alla loro ultima visita alle chiese di Novgorod. Fu l'ultima volta che li vide.

### Rivoluzione bolscevica
Quando l'imperatore Nicola II abdicò in seguito alla Rivoluzione di Febbraio nel 1917, l'Imperatrice vedova si ritirò in Crimea con moltissimi parenti, fra cui la figlia Ksenija, il genero ed i loro figli: nel 1918 molti di loro furono incarcerati vicino a Jalta, ma un mese dopo vennero liberati dalle truppe tedesche in seguito alla firma del Trattato di Brest-Litovsk.
Lasciò la Russia nel dicembre 1918 a bordo della nave inglese HMS Forsythe assieme a suo padre per seguire la Conferenza di pace di Parigi.

### Primo matrimonio
Durante il periodo in cui erano in Crimea, Andrej iniziò una relazione con Elisabetta Ruffo-Sasso (1886-1940), figlia di don Fabrizio Ruffo, duca di Sasso-Ruffo e della principessa Natal'ja Aleksandrovna Meščerskaja, una giovane divorziata. Si erano incontrati a San Pietroburgo nel 1916. Elisabetta aveva una figlia, Elisabetta, nata dal suo primo matrimonio con il maggiore generale Alessandro Friederici. Quando Elisabetta rimase incinta, la coppia si sposò il 12 giugno 1918 nella cappella di famiglia di ai-Todor a Jalta alla presenza della sua famiglia, tra cui sua nonna, l'Imperatrice vedova. Il principe Andrej aveva ventuno anni e sua nonna pensava anche fosse giovane per il matrimonio, ma i suoi genitori, diedero il loro consenso.
A corto di denaro e senza un'occupazione stabile, il principe Andrej alla fine si stabilì definitivamente a Frogmore. In seguito si trasferì a Hampton Court. Vivevano lì durante la seconda guerra mondiale, quando sua moglie morì durante un raid dell'aviazione tedesca. 

### Secondo matrimonio
Due anni più tardi, durante il soggiorno a Balmoral, il principe Andrej incontrò la sua seconda moglie Nadine Sylvia Ada McDougall (1908-2000). Era la maggiore delle tre figlie di tenente colonnello Herbert McDougall e di sua moglie Sylvia Borgstrom. Si fidanzarono il 18 giugno 1942 e le nozze furono celebrate a Norton, il 21 settembre 1942. L'arcivescovo di Canterbury officiò il rito anglicano, mentre il matrimonio con rito ortodosso fu officiato dall'archimandrita Nicola, che era stato tutore dei figli di Nicola II. 

### Ultimi anni e morte
Nel 1949 si trasferì in un'antica dimora di campagna a  Faversham, in Kent, di proprietà della famiglia della sua seconda moglie e famosa per essere stata la riserva di caccia di Edoardo il Principe Nero. Trascorreva il suo tempo tra il giardinaggio e la cucina, che aveva imparato dagli chef francesi nei palazzi dei suoi genitori. Era anche un artista, tanto che organizzò diverse mostre delle sue opere a Parigi prima della seconda guerra mondiale.  
Il Principe Andrej fu il Protettore del Sovrano Ordine dei Cavalieri Ortodossi Ospitalieri di san Giovanni di Gerusalemme, una delle molte assise cavalleresche che si rifanno ai Cavalieri Ospitalieri.
Morì nella sua casa di Faversham l'8 maggio 1981. Fu sepolto nella chiesa di Norton.

## Discendenza
Il granduca Andrej e la sua prima moglie Elisabetta Ruffo-Sasso ebbero tre figli:
- Sua Altezza la principessa Ksenija Andreevna (1919-2000)[9];
- Sua Altezza il principe Michail Andreevič  (1920-2008)[9], ingegnere aeronautico e successore del padre come Protettore Sovrano Ordine dei Cavalieri Ortodossi Ospitalieri;
- Sua Altezza il principe Andrej Andreevič (1923-2021), pittore[9].

Dal secondo matrimonio con Nadine Sylvia Ada McDougall nacque:
- Sua Altezza la principessa Ol'ga Andreevna (1950)[9]

## Ascendenza
|                                   |                             |                                  | Genitori                                                           |  |  | Nonni |  |  | Bisnonni              |  |  | Trisnonni             |  |
|                                   |                             |                                  |                                                                    |  |  |       |  |  | 8. Nicola I di Russia |  |  | 16. Paolo I di Russia |  |
|                                   |                             |                                  |                                                                    |  |  |       |  |  | 8. Nicola I di Russia |  |  | 16. Paolo I di Russia |  |
|                                   |                             | 17. Sofia Dorotea di Württemberg |                                                                    |  |  |       |  |  | 8. Nicola I di Russia |  |  |                       |  |
| 4. Michail Nikolaevič Romanov     |                             |                                  |                                                                    |  |  |       |  |  | 8. Nicola I di Russia |  |  |                       |  |
|                                   |                             | 9. Carlotta di Prussia           | 18. Federico Guglielmo III di Prussia                              |  |  |       |  |  |                       |  |  |                       |  |
|                                   |                             | 9. Carlotta di Prussia           | 18. Federico Guglielmo III di Prussia                              |  |  |       |  |  |                       |  |  |                       |  |
|                                   |                             | 9. Carlotta di Prussia           | 19. Luisa di Meclemburgo-Strelitz                                  |  |  |       |  |  |                       |  |  |                       |  |
| 2. Aleksandr Michajlovič Romanov  |                             | 9. Carlotta di Prussia           |                                                                    |  |  |       |  |  |                       |  |  |                       |  |
|                                   |                             | 10. Leopoldo di Baden            | 20. Carlo Federico di Baden                                        |  |  |       |  |  |                       |  |  |                       |  |
|                                   |                             | 10. Leopoldo di Baden            | 20. Carlo Federico di Baden                                        |  |  |       |  |  |                       |  |  |                       |  |
|                                   |                             | 10. Leopoldo di Baden            | 21. Luisa Carolina di Hochberg                                     |  |  |       |  |  |                       |  |  |                       |  |
| 5. Cecilia di Baden               |                             | 10. Leopoldo di Baden            |                                                                    |  |  |       |  |  |                       |  |  |                       |  |
|                                   |                             | 11. Sofia Guglielmina di Svezia  | 22. Gustavo IV Adolfo di Svezia                                    |  |  |       |  |  |                       |  |  |                       |  |
|                                   |                             | 11. Sofia Guglielmina di Svezia  | 22. Gustavo IV Adolfo di Svezia                                    |  |  |       |  |  |                       |  |  |                       |  |
|                                   |                             | 11. Sofia Guglielmina di Svezia  | 23. Federica di Baden                                              |  |  |       |  |  |                       |  |  |                       |  |
| 1. Andrej Aleksandrovič Romanov   |                             | 11. Sofia Guglielmina di Svezia  |                                                                    |  |  |       |  |  |                       |  |  |                       |  |
|                                   | 12. Alessandro II di Russia | 24. Nicola I di Russia (= 8)     |                                                                    |  |  |       |  |  |                       |  |  |                       |  |
|                                   | 12. Alessandro II di Russia | 24. Nicola I di Russia (= 8)     |                                                                    |  |  |       |  |  |                       |  |  |                       |  |
|                                   | 12. Alessandro II di Russia | 25. Carlotta di Prussia (= 9)    |                                                                    |  |  |       |  |  |                       |  |  |                       |  |
| 6. Alessandro III di Russia       | 12. Alessandro II di Russia |                                  |                                                                    |  |  |       |  |  |                       |  |  |                       |  |
|                                   |                             | 13. Maria d'Assia-Darmstadt      | 26. Luigi II d'Assia                                               |  |  |       |  |  |                       |  |  |                       |  |
|                                   |                             | 13. Maria d'Assia-Darmstadt      | 26. Luigi II d'Assia                                               |  |  |       |  |  |                       |  |  |                       |  |
|                                   |                             | 13. Maria d'Assia-Darmstadt      | 27. Guglielmina di Baden                                           |  |  |       |  |  |                       |  |  |                       |  |
| 3. Ksenija Aleksandrovna Romanova |                             | 13. Maria d'Assia-Darmstadt      |                                                                    |  |  |       |  |  |                       |  |  |                       |  |
|                                   |                             | 14. Cristiano IX di Danimarca    | 28. Federico Guglielmo di Schleswig-Holstein-Sonderburg-Glücksburg |  |  |       |  |  |                       |  |  |                       |  |
|                                   |                             | 14. Cristiano IX di Danimarca    | 28. Federico Guglielmo di Schleswig-Holstein-Sonderburg-Glücksburg |  |  |       |  |  |                       |  |  |                       |  |
|                                   |                             | 14. Cristiano IX di Danimarca    | 29. Luisa Carolina d'Assia-Kassel                                  |  |  |       |  |  |                       |  |  |                       |  |
| 7. Dagmar di Danimarca            |                             | 14. Cristiano IX di Danimarca    |                                                                    |  |  |       |  |  |                       |  |  |                       |  |
|                                   |                             | 15. Luisa d'Assia-Kassel         | 30. Guglielmo d'Assia-Kassel                                       |  |  |       |  |  |                       |  |  |                       |  |
|                                   |                             | 15. Luisa d'Assia-Kassel         | 30. Guglielmo d'Assia-Kassel                                       |  |  |       |  |  |                       |  |  |                       |  |
|                                   |                             | 15. Luisa d'Assia-Kassel         | 31. Luisa Carlotta di Danimarca                                    |  |  |       |  |  |                       |  |  |                       |  |
|                                   |                             | 15. Luisa d'Assia-Kassel         |                                                                    |  |  |       |  |  |                       |  |  |                       |  |